# Enrico di Berg
Enrico di Windeck più correttamente Enrico di Berg, signore di Windeck (1247 circa – 1298 circa) è stato un nobile tedesco.

## Biografia
Enrico era un figlio minore del conte Adolfo IV di Berg e di Margherita di Hochstaden e il fratello di Adolfo V e Guglielmo I di Berg.
Era sposato con Agnese della contea di Mark, con la quale ebbe tre figli: Cunegonda, Adolfo VI di Berg, Margarita di Windeck (nata prima del 1290).
Dal 1271 al 1281 Enrico fu governatore per conto di suo fratello Adolfo, a Rittergut Morp.
Come suo fratello Adolfo, sostenne il duca di Brabante nella guerra di successione di Limburgo nella battaglia di Worringen nel 1288. Successivamente lo troviamo a Windeck, uno dei quattro castelli principali della contea di Berg, di proprietà dei Berg al più tardi dal 1247, probabilmente come funzionario di suo fratello.
Una leggenda del Bergisch si riferisce probabilmente a lui, secondo la quale un conte Guntram di Kranz, signore di Windeck, prese parte alla battaglia di Göllheim (2 luglio 1298) e vi trovò la morte, come il precedente re Adolfo di Nassau
Enrico di Berg è sepolto insieme ad altri membri della casa di Berg nella cattedrale di Altenberg (Odenthal).

## Ascendenza
|                          |                                |                        | Genitori               |  |  | Nonni |  |  | Bisnonni                 |  |  | Trisnonni              |  |
|                          |                                |                        |                        |  |  |       |  |  | Valerano III di Limburgo |  |  | Enrico III di Limburgo |  |
|                          |                                |                        |                        |  |  |       |  |  | Valerano III di Limburgo |  |  | Enrico III di Limburgo |  |
|                          |                                | Sofia di Saarbrücken   |                        |  |  |       |  |  | Valerano III di Limburgo |  |  |                        |  |
| Enrico IV di Limburgo    |                                |                        |                        |  |  |       |  |  | Valerano III di Limburgo |  |  |                        |  |
|                          |                                | Cunegonda di Lorena    | Federico I di Lorena   |  |  |       |  |  |                          |  |  |                        |  |
|                          |                                | Cunegonda di Lorena    | Federico I di Lorena   |  |  |       |  |  |                          |  |  |                        |  |
|                          |                                | Cunegonda di Lorena    | Ludmilla di Polonia    |  |  |       |  |  |                          |  |  |                        |  |
| Adolfo IV di Berg        |                                | Cunegonda di Lorena    |                        |  |  |       |  |  |                          |  |  |                        |  |
|                          |                                | Adolfo III di Berg     | Engelberto I di Berg   |  |  |       |  |  |                          |  |  |                        |  |
|                          |                                | Adolfo III di Berg     | Engelberto I di Berg   |  |  |       |  |  |                          |  |  |                        |  |
|                          |                                | Adolfo III di Berg     | Margherita di Gheldria |  |  |       |  |  |                          |  |  |                        |  |
| Ermengarda di Berg       |                                | Adolfo III di Berg     |                        |  |  |       |  |  |                          |  |  |                        |  |
|                          |                                | Berta di Sayn          | Enrico II di Sayn      |  |  |       |  |  |                          |  |  |                        |  |
|                          |                                | Berta di Sayn          | Enrico II di Sayn      |  |  |       |  |  |                          |  |  |                        |  |
|                          |                                | Berta di Sayn          | Agnese di Saffenbourg  |  |  |       |  |  |                          |  |  |                        |  |
| Enrico di Windeck        |                                | Berta di Sayn          |                        |  |  |       |  |  |                          |  |  |                        |  |
|                          | Thierry/Dietrich di Hochstaden | Ottone di Ahr          |                        |  |  |       |  |  |                          |  |  |                        |  |
|                          | Thierry/Dietrich di Hochstaden | Ottone di Ahr          |                        |  |  |       |  |  |                          |  |  |                        |  |
|                          | Thierry/Dietrich di Hochstaden | Adelaide di Hochstaden |                        |  |  |       |  |  |                          |  |  |                        |  |
| Lotario I di Hochstaden  | Thierry/Dietrich di Hochstaden |                        |                        |  |  |       |  |  |                          |  |  |                        |  |
|                          |                                | Luitgarda di Dagsburg  | Ugo XII di Dagsburg    |  |  |       |  |  |                          |  |  |                        |  |
|                          |                                | Luitgarda di Dagsburg  | Ugo XII di Dagsburg    |  |  |       |  |  |                          |  |  |                        |  |
|                          |                                | Luitgarda di Dagsburg  | Luitgarda di Sulzbach  |  |  |       |  |  |                          |  |  |                        |  |
| Margherita di Hochstaden |                                | Luitgarda di Dagsburg  |                        |  |  |       |  |  |                          |  |  |                        |  |
|                          |                                | Federico I di Vianden  | Federico II di Vianden |  |  |       |  |  |                          |  |  |                        |  |
|                          |                                | Federico I di Vianden  | Federico II di Vianden |  |  |       |  |  |                          |  |  |                        |  |
|                          |                                | Federico I di Vianden  | Elisabetta di Salm     |  |  |       |  |  |                          |  |  |                        |  |
| Matilde di Vianden       |                                | Federico I di Vianden  |                        |  |  |       |  |  |                          |  |  |                        |  |
|                          |                                | Matilde di Neuerburg   | …                      |  |  |       |  |  |                          |  |  |                        |  |
|                          |                                | Matilde di Neuerburg   | …                      |  |  |       |  |  |                          |  |  |                        |  |
|                          |                                | Matilde di Neuerburg   | …                      |  |  |       |  |  |                          |  |  |                        |  |
|                          |                                | Matilde di Neuerburg   |                        |  |  |       |  |  |                          |  |  |                        |  |